# Hatsukoi Shimai
Hatsukoi Shimai (初恋姉妹?) es un manga concebido por Mako Komao, con diseños originales de Reine Hibiki, e ilustrado por Mizuo Shinonome.
Primero fue publicado en la ya desaparecida revista yuri shōjo Yuri Shimai en 2003 bajo el título 'Koi Shimai (恋姉妹 Koi Shimai?). El manga fue transferido a la Comic Yuri Hime, sucesora de la anterior, publicada por Ichijinsha. El capítulo final se publicó en el undécimo tomo de la Comic Yuri Hime, y se han compilado tres volúmenes, el último en abril de 2008.
Se han lanzado tres CD drama basados en la serie, los dos primeros bajo el título Koi Shimai y el último como Hatsukoi Shimai.